# So sánh cấp bậc quân sự của Triều Tiên
Cấp bậc so sánh quân sự của Triều Tiên đề cập đến sự so sánh tương đương của các hệ thống cấp bậc quân sự của 3 lực lượng quân sự đang hiện diện trên bán đảo Triều Tiên bao gồm: Quân đội Nhân dân Triều Tiên (Bắc Triều Tiên), Quốc quân Hàn Quốc (Hàn Quốc) và Quân đội Hoa Kỳ đang đồn trú tại Hàn Quốc.
Sự khác biệt về hệ tư tưởng chính trị trong thời kỳ Chiến tranh Lạnh đã dẫn đến sự khác biệt về hệ thống cấp hiệu quân sự. Nếu như Bắc Triều Tiên có hệ thống cấp hiệu chịu nhiều ảnh hưởng của hệ thống cấp hiệu Liên Xô thì Hàn Quốc chịu nhiều ảnh hưởng của hệ thống cấp hiệu Mỹ. Dù vậy, do đặc thù đồng văn hóa, ngoài vài vị trí khác biệt nhỏ, hầu hết danh xưng quân hàm của Hàn Quốc và Bắc Triều Tiên đều giống nhau, sử dụng chung cho các quân binh chủng.

## Cấp bậc đặc biệt
Cấp bậc đặc biệt là cấp bậc danh dự trong lực lượng vũ trang, là cấp bậc ngoại hạng, không nằm trong hệ thống cấp bậc chính.
| Triều Tiên                                            | Triều Tiên |  | Hoa Kỳ                | Hoa Kỳ              |
| ----------------------------------------------------- | ---------- |  | --------------------- | ------------------- |
| Cấp bậc                                               | Cấp hiệu   |  | Lục quân              | Hải quân            |
| Đại nguyên soái 대원수 Tae Wonsu                      |            |  | General of the Armies | Admiral of the Navy |
| Nguyên soái nước Cộng hòa 공화국원수 Konghwaguk Wonsu |            |  | General of the Armies | Admiral of the Navy |

## Cấp bậc quân sự

### Sĩ quan
| Mã NATO                           | Triều Tiên                 | Triều Tiên |  | Hàn Quốc                  | Hàn Quốc |  | Hoa Kỳ              | Hoa Kỳ                    |
| --------------------------------- | -------------------------- | ---------- |  | ------------------------- | -------- |  | ------------------- | ------------------------- |
| Mã NATO                           | Cấp bậc                    | Cấp hiệu   |  | Cấp bậc                   | Cấp hiệu |  | Lục quân            | Hải quân                  |
| 장관 (將官) Changgwan (Cấp Tướng) |                            |            |  |                           |          |  |                     |                           |
| OF-10                             | Nguyên soái 원수 Wonsu     |            |  | Nguyên soái 원수 Wonsu    |          |  | General of the Army | Fleet Admiral             |
| OF-10                             | Thứ soái 차수 Chasu        |            |  | Nguyên soái 원수 Wonsu    |          |  | General of the Army | Fleet Admiral             |
| OF-9                              | Đại tướng 대장 Daejang     |            |  | Đại tướng 대장 Daejang    |          |  | General             | Admiral                   |
| OF-8                              | Thượng tướng 상장 Sangjang |            |  | Trung tướng 중장 Jungjang |          |  | Lieutenant General  | Vice Admiral              |
| OF-7                              | Trung tướng 중장 Chungjang |            |  | Thiếu tướng 소장 Sojang   |          |  | Major General       | Rear Admiral              |
| OF-6                              | Thiếu tướng 소장 Sojang    |            |  | Chuẩn tướng 준장 Junjang  |          |  | Brigadier General   | Rear Admiral (lower half) |
| 영관 (領官) Yeonggwan (Cấp Tá)    |                            |            |  |                           |          |  |                     |                           |
| OF-5                              | Đại tá 대좌 Daechwa        |            |  | Đại tá 대령 Daeryeong     |          |  | Colonel             | Captain                   |
| OF-5                              | Thượng tá 상좌 Sangjwa     |            |  | Đại tá 대령 Daeryeong     |          |  | Colonel             | Captain                   |
| OF-4                              | Trung tá 중좌 Jungjwa      |            |  | Trung tá 중령 Jungnyeong  |          |  | Lieutenant Colonel  | Commander                 |
| OF-3                              | Thiếu tá 소좌 Sojwa        |            |  | Thiếu tá 소령 Soryeong    |          |  | Major               | Lieutenant Commander      |
| 위관 (尉官) Wi-gwan (Cấp Úy)      |                            |            |  |                           |          |  |                     |                           |
| OF-2                              | Đại úy 대위 Taewi          |            |  | Đại úy 대위 Daewi         |          |  | Captain             | Lieutenant                |
| OF-2                              | Thượng úy 상위 Sangwi      |            |  | Đại úy 대위 Daewi         |          |  | Captain             | Lieutenant                |
| OF-1                              | Trung úy 중위 Jungwi       |            |  | Trung úy 중위 Jungwi      |          |  | First Lieutenant    | Lieutenant (junior grade) |
| OF-1                              | Thiếu úy 소위 Sowi         |            |  | Thiếu úy 소위 Sowi        |          |  | Second Lieutenant   | Ensign                    |

## Hạ sĩ quan
| 병사 (兵士) Byeong-sa (Cấp Binh sĩ)                |                                                                  |                                                      |                                                    |                                                                  |                                                    |  |                             |                          |                               |                            |                             |                                   |                                  |                                        |                                     |
| Bảng mã NATO                                       | Hạng Triều Tiên                                                  | Phù hiệu Triều Tiên                                  |                                                    | Hạng Hàn Quốc                                                    | Phù hiệu Hàn Quốc                                  |  | Tương đương Lục quân Hoa Kỳ | Phù hiệu Lục quân Hoa Kỳ | Tương đương Không quân Hoa Kỳ | Phù hiệu Không quân Hoa Kỳ | Tương đương Hải quân Hoa Kỳ | Phù hiệu Hải quân Hoa Kỳ (tay áo) | Phù hiệu Hải quân Hoa Kỳ (cổ áo) | Tương đương Thủy quân Lục chiến Hoa Kỳ | Phù hiệu Thủy quân Lục chiến Hoa Kỳ |
| 준사관 (准士官) Junsa-gwan (Cấp bậc Chuẩn sĩ quan) | 준사관 (准士官) Junsa-gwan (Cấp bậc Chuẩn sĩ quan)               | 준사관 (准士官) Junsa-gwan (Cấp bậc Chuẩn sĩ quan)   | 준사관 (准士官) Junsa-gwan (Cấp bậc Chuẩn sĩ quan) | 준사관 (准士官) Junsa-gwan (Cấp bậc Chuẩn sĩ quan)               | 준사관 (准士官) Junsa-gwan (Cấp bậc Chuẩn sĩ quan) |  | Cấp bậc Hạ sĩ quan          | Cấp bậc Hạ sĩ quan       | Cấp bậc Hạ sĩ quan            | Cấp bậc Hạ sĩ quan         | Cấp bậc Hạ sĩ quan          | Cấp bậc Hạ sĩ quan                | Cấp bậc Hạ sĩ quan               | Cấp bậc Hạ sĩ quan                     | Cấp bậc Hạ sĩ quan                  |
| OR-9                                               | Không có tương đương                                             | Không có tương đương                                 |                                                    | 준위 (准尉) Junwi (Chuẩn úy)                                     |                                                    |  | Đại Thượng sĩ               |                          | Đại thượng sĩ                 |                            | Thủy sư thượng sĩ           |                                   |                                  | Đại thượng sĩ                          |                                     |
| 부사관 (副士官) Busa-gwan (Cấp bậc phó sĩ quan)    |                                                                  |                                                      |                                                    |                                                                  |                                                    |  |                             |                          |                               |                            |                             |                                   |                                  |                                        |                                     |
| OR-8                                               | 특무상사 Teukmu Sangsa (Đại thượng sĩ, Thủy sư thượng sĩ)        |                                                      |                                                    | 원사 (元士) Wonsa (Đại thượng sĩ, Nguyên sĩ / Thủy sư thượng sĩ) |                                                    |  | Thượng sĩ                   |                          | Trung sĩ cao cấp              |                            | Trung sĩ nhất               |                                   |                                  | Thượng sĩ                              |                                     |
| OR-7                                               | 상사 Sangsa (Thượng sĩ/Trung sĩ cao cấp)                         |                                                      |                                                    | 상사 (上士) Sangsa (Thượng sĩ/Trung sĩ cao cấp)                  |                                                    |  | Trung sĩ nhất               |                          | Trung sĩ trung cấp            |                            | Trung sĩ                    |                                   |                                  | Trung sĩ pháo thủ                      |                                     |
| OR-6                                               | 중사 Chungsa (Trung sĩ nhất/Trung sĩ trung cấp)                  |                                                      |                                                    | 중사 (中士) Jungsa (Trung sĩ nhất/Trung sĩ trung cấp)            |                                                    |  | Trung sĩ tham mưu           |                          | Trung sĩ kỹ thuật             |                            | Hạ sĩ nhất                  |                                   |                                  | Trung sĩ tham mưu                      |                                     |
| OR-5                                               | 하사 Hasa (Trung sĩ tham mưu/Hạ sĩ nhất)                         |                                                      |                                                    | 하사 (下士) Hasa (Trung sĩ tham mưu/Hạ sĩ nhất)                  |                                                    |  | Trung sĩ                    |                          | Trung sĩ tham mưu             |                            | Hạ sĩ nhì                   |                                   |                                  | Trung sĩ                               |                                     |
| OR-4                                               | Không có tương đương                                             | Không có tương đương                                 |                                                    | Không có tương đương                                             | Không có tương đương                               |  | Hạ sĩ                       |                          | Không có tương đương          | Không có tương đương       | Hạ sĩ tam                   |                                   |                                  | Hạ sĩ                                  |                                     |
| 병 (兵) Byeong (Cấp bậc lính)                      |                                                                  |                                                      |                                                    |                                                                  |                                                    |  |                             |                          |                               |                            |                             |                                   |                                  |                                        |                                     |
| OR-4                                               | 상급병사 Sanggŭp-pyŏngsa (Trung sĩ/Hạ sĩ nhì)                    |                                                      |                                                    | 병장 (兵長) Byeongjang (Trung sĩ/Hạ sĩ nhì Binh trưởng)          |                                                    |  | Hạ sĩ nghiệp vụ             |                          | Hạ sĩ                         |                            | không có tương đương        | không có tương đương              | không có tương đương             | không có tương đương                   | không có tương đương                |
| OR-4                                               | 상급병사 Sanggŭp-pyŏngsa (Trung sĩ/Hạ sĩ nhì)                    | 상병 (上兵) Sangbyeong (Hạ sĩ/Hạ sĩ tam Thượng binh) |                                                    |                                                                  |                                                    |  | Hạ sĩ nghiệp vụ             |                          | Hạ sĩ                         |                            | không có tương đương        | không có tương đương              | không có tương đương             | không có tương đương                   | không có tương đương                |
| OR-3                                               | 중급병사 Chungŭp-pyŏngsa (Hạ sĩ/Hạ sĩ cấp 3)                     |                                                      |                                                    | 일병 (一兵) Ilbyeong (Binh nhất)                                 |                                                    |  | Binh nhất                   |                          | Phi công bậc nhất             |                            | Thủy thủ                    |                                   |                                  | Hạ sĩ thương                           |                                     |
| OR-2                                               | 하급병사 Hagŭp-pyŏngsa (Binh nhất,/Phi công bậc nhất, /Thủy thủ) |                                                      |                                                    | 이병 (二兵) Ibyeong (Binh nhì)                                   |                                                    |  | Binh nhì                    |                          | Phi công                      |                            | Thủy thủ tập sự             |                                   |                                  | Binh nhất                              |                                     |
| OR-1                                               | 전사 Chŏnsa (Binh nhì,Phi công,Thủy thủ tân binh)                |                                                      |                                                    | 장정 (壯丁) Jangjeong (Tân binh)                                 | không có phù hiệu                                  |  | Binh nhì (tân binh)         | không có phù hiệu        | Phi công cơ sở                | không có phù hiệu          | Thủy thủ tân binh           | không có phù hiệu                 | không có phù hiệu                | Binh nhì                               | không có phù hiệu                   |